# Iomerê
Iomerê es un municipio brasileño del estado de Santa Catarina. Tiene una población estimada al 2022 de 2 877 habitantes. Pertenece a la Región metropolitana de Contestado.

## Toponimia
De origen tupí-guaraní, Iomerê significa "Claro Blanco" o "Campo Blanco". Otros nombres de la localidad fueron Fachinal Branco y São Luiz.

## Historia
Las primeras familias se instalaron en 1912, conocida como Fachinal Branco construyeron rutas, trabajaron en la tala de árboles y la producción de maíz y mate. Fue elevado a distrito en 1917. Adoptó el nombre original del tupí, Iomerê, en 1944. Como distrito, perteneció a los municipios de Porto União, luego a Campos Novos, luego a Joaçaba y finalmente a Videira. 
Se emancipó el 20 de julio de 1995.